# Ring Ring Ring (Ha Ha Hey)

Ring Ring Ring (Ha Ha Hey) est un single du groupe De La Soul, sorti en 1991.

## Histoire
Sortie en 1991, la chanson est également présente sur l'album De La Soul Is Dead (1991) dont c'est le seconde single après A Roller Skating Jam Named "Saturdays" (1991).
La chanson utilise le sample de Act Like You Know (1982) de Fat Larry's Band, elle-même étant samplée de Help Is on the Way (1981) des Whatnauts. Néanmoins, 'autres samples sont présents comme Pass the Peas (1972) des J.B.'s ou Name and Number (1989) de Curiosity Killed the Cat (en).
La chanson atteint la première place du hit-parade suisse et finlandais notamment.